# Oberwart
Oberwart (en húngaro: Felsőőr; en croata: Borta) es una ciudad situada en el distrito de Oberwart, en el estado federado de Burgenland, Austria. Tiene una población estimada, a inicios de 2024, de 8019 habitantes.
Es la ciudad más grande del sur de Burgenland y ha ido ganando importancia económica y social a lo largo de las décadas.

## Historia
El nacimiento de Oberwart se produjo cuando los magiares se expandieron más hacia el oeste en el marco de la "toma de tierras". Para asegurar la frontera occidental, se construyó una zona de defensa fronteriza con varios asentamientos de guardias fronterizos. La primera mención de la ciudad data de 1327 y corresponde a un documento de Carlos I, que hace referencia al asentamiento con el nombre de "Fels-Eör".
Las bases para la diversidad poblacional de la futura ciudad se sentaron ya en la Edad Media. Además de los húngaros, en el siglo XVI también vivieron aquí los "Hienzen" alemanes. En el siglo XVII se establecieron importantes asentamientos judíos en Rechnitz y Schlaining. Muchos judíos de estos lugares se asentaron en Oberwart. Una carta del conde Christof Batthyány de 1674, que aún se conserva en la parroquia reformada, prueba que los romaníes también vivieron en la región de Oberwart a partir del siglo XVII.
La reforma protestante llegó a Felsőőr en el siglo XVI y fue respaldada por los condes poderosos de Battyhany. El pastor Ferenc Eőri tomó parte en el Sínodo de 1618. Con la contrarreforma, la mayor parte de la región regresó a la fe católica, pero Felsőőr se mantuvo calvinista. En 1673 el ejército ocupó la iglesia y la escuela para convertir a los parroquianos a la fe católica. La casa parroquial fue destruida y el pastor expulsado del pueblo. Los aldeanos, posteriormente, erigieron una nueva iglesia en 1681, totalmente de madera. Según las leyes de la Dieta de 1681, Felsőőr se convirtió en un "lugar articular" lo que significaba que era el único lugar legal para practicar la religión protestante en toda la región.[cita requerida]
Los pobladores de Oberwart participaron en el levantamiento nacional húngaro de István Bocskay en 1605, y el del Conde Francis II Rákóczi  en 1705.
En 1706,  la Armada Austríaca, bajo las órdenes del General Heister, atacó el poblado.
En 1841 la villa obtuvo el derecho de poseer su propio mercado. En la Revolución Húngara de 1848 los pobladores derrotaron un pequeño ejército croata con la ayuda de las tropas de Hussar, aunque posteriormente debieron pagar una enorme cantidad de dinero en tributos para evitar una venganza colectiva.
El geógrafo Elek Fényes, en 1851, describió a la villa como un importante e históricamente significante poblado de la región de “ör”. En su escrito relata: “El nivel de fertilidad de los campos solo llega al promedio mínimo; pero los prados son de buena calidad. Tiene suficiente madera y tiene buenos pastos. Los habitantes son los más diligentes del condado: no solo producen el cultivo de lino y la cría de caballos, sino que además producen ropa y pelusa,  cuchillos y otros herrajes, producen buenas artesanía y practican comercio." 
En ese momento 41 familias nobles vivían en Oberwart. Algunos apellidos típicos eran Adán, Adorján, Albert, Andorkó, Balás, Bertha, Bertok, Fabián, Fülöp, Gál, Imre, Casimiro (Kázmér), Miklós, Orbán, Pál, Pongracz, etc.
Después del Pacto Austro-Húngaro de 1867, el pueblo comenzó a desarrollarse rápidamente y la población llegó a 3900 personas en 1910. De acuerdo al Tratado de Trianon en 1920, Felsőőr fue anexada a Austria, pero la población húngara se opuso a la decisión y organizó un movimiento para establecer la provincia autónoma del Estado de Lajtabánság. En noviembre de 1921 el ejército de Austria ocupó el pueblo.

## La Segunda Guerra Mundial
Después del Anschluss con Alemania en 1938 los habitantes judíos de la aldea (aproximadamente 140 personas) fueron deportados, y la sinagoga fue transformada en una estación de bomberos. De acuerdo con la política nazi de germanización, la antigua escuela húngara de la Iglesia Reformada fue secularizada.
En 1939 Oberwart fue reconocida como ciudad. En abril de 1945, el Ejército Rojo ocupó Oberwart, después de una semana de intensos combates donde saquearon el centro, destruyendo la ciudad. En los años 1950 y 1960 Oberwart fue reconstruida y modernizada totalmente. También se produjo un proceso de substitución lingüística del húngaro al alemán.

## Lugares históricos
- Iglesia parroquial reformada de Oberwart - La imponente iglesia barroca actual fue construida entre 1771 y 1773 por Christoph Preising. La torre fue construida en 1808-09 por Matthias Preising. El mobiliario, el púlpito y el equipo eclesiástico son valiosas obras de arte de los siglos XVII y XIX.
- Antigua Rectoría - Fue construida en 1784 junto a la iglesia reformada, con un estilo barroco típico de las zonas rurales, con un porche con arcos de Niza. Fue ampliada en 1823. Hoy es un centro comunitario y un museo. Los documentos antiguos de la comunidad calvinista (por ejemplo, los registros parroquiales desde 1732) son una fuente histórica muy importante.

- Antigua Escuela de la Iglesia Reformada - La famosa escuela de la iglesia fue fundada en el 1600. El edificio de la vieja escuela detrás de la iglesia fue construida en 1802.

- Iglesia Parroquial - la antigua iglesia parroquial de la Asunción fue ampliada y reconstruida con un estilo gótico en 1463. En los siglos XVI y XVII fue una iglesia calvinista. La enorme torre fue construida en 1656 durante el tiempo en servicio pastoral de János Szeremley. La iglesia fue reconstruida en estilo barroco entre 1728 y 1778. La restauración en 1975 reveló los detalles de arquitectura medieval y de los murales de interés en el ábside del siglo 14 (San Jorge y San Miguel). El mobiliario es de estilo barroco del siglo XVIII.
- Nueva Iglesia Parroquial- El moderno edificio de hormigón y la iglesia de vidrio y el centro religioso fue construido entre 1967-69 bajo la dirección de Günther Domenig y Eilfried Huth.
- Iglesia Evangélica - Fue construida entre 1812 y 1815 al estilo de la arquitectura neoclásica.
- Mercado de Pulgas - El primer sábado de cada mes un mercado de pulgas se celebra en el centro de Oberwart.

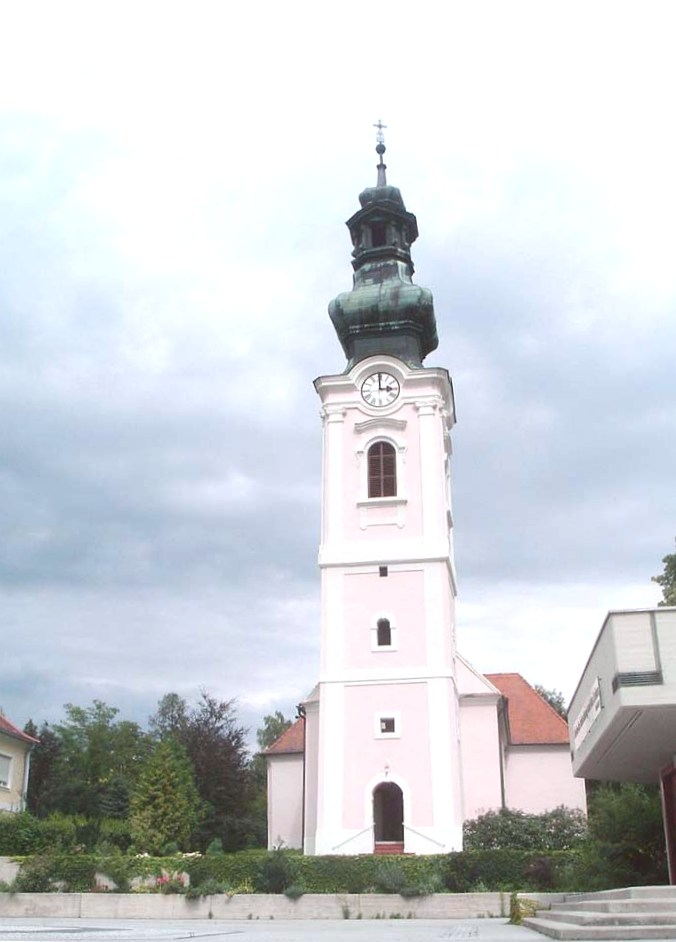
Iglesia católica de Oberwart

## Húngaros
El proceso de modernización y el cambio en las redes sociales locales produjo en el siglo XX la sustitución lingüística del húngaro por el alemán, y los magiares (húngaros) perdieron su mayoría histórica en Felsőőr/Oberwart. Pero la ciudad siguió siendo el centro educativo, religioso y cultural más importante de Hungría en la región de Burgenland.
Hoy en día hay aproximadamente 1100 habitantes étnicamente húngaros en la ciudad, en su mayoría miembros de la parroquia calvinista. Felsőőr es la congregación calvinista más antigua  en Austria. El Club Joven Cristiano de Lectura (fundado en 1889) es una asociación cultural importante de la minoría húngara, con una biblioteca, un grupo de danza folklórica y grupo de teatro. El nuevo centro cultural de la Iglesia calvinista fue construido en 1956-57. El Jardín de Infancia Húngaro se restableció después de la Segunda Guerra Mundial en 1951, y una nueva escuela secundaria bilingüe fue creada en 1992.
El antiguo distrito húngaro de la ciudad se llama 'Fölszeg' (Extremo Superior). El barrio es la parte más antigua de la ciudad con calles estrechas y más de un centenar de casas antiguas que son ejemplos típicos de la arquitectura rural del Felső-Őrség, con pórticos abovedados y remates de estuco.

## Escudo de armas
El viejo escudo de armas de Felsőőr representa a un guardia de frontera húngara medieval (en húngaro, ör) con dos espadas en sus manos, una de ellas en posición de ataque y la otra cruzada como símbolo de defensa. La inscripción de las armas dice nobiles de Felső-EOR. El nuevo escudo de armas de Oberwart se concedió en 1972. La principal característica de las antiguas armas así como la figura del guardia de fronteras se mantuvieron, pero varios detalles fueron cambiados y la inscripción desapareció.

## Demografía
De acuerdo con el geógrafo Elek Fényes en 1851 Felső o era un pueblo húngaro con una población de 2323 personas. Los calvinistas eran el grupo religioso más grande con un 60%, seguido por los católicos (26%), luteranos (13%) y los judíos (10%).
Las estadísticas de la población de Oberwart/Felsőőr registradas por los censos oficiales de Hungría y Austria muestran los siguientes datos:
| Año  | Total | Húngaros | Alemanes | Rumanos | Croatas |
| ---- | ----- | -------- | -------- | ------- | ------- |
| 1880 | 3397  | 2395     | 852      | 13      | 8       |
| 1890 | 3410  | 2720     | 613      | 49      | 14      |
| 1900 | 3471  | 2680     | 782      | n/d     | 8       |
| 1910 | 3912  | 3039     | 842      | n/d     | 17      |
| 1920 | 4162  | 3138     | 838      | 157     | 5       |
| 1923 | 3846  | 2664     | 1162     | n/d     | 5       |
| 1934 | 4603  | 2234     | 2058     | 282     | 13      |
| 1951 | 4496  | 1603     | 2854     | n/d     | 2       |
| 1961 | 4740  | 1475     | 3170     | n/d     | 7       |
| 1971 | 5455  | 204      | 5236     | n/d     | n/d     |
| 1981 | 5715  | 1343     | 4294     | n/d     | 44      |
| 1991 | 6319  | 1598     | 4430     | n/d     | 104     |
| 2001 | 6696  | 1169     | 4889     | n/d     | 233     |

La población de la ciudad fue creciendo cada vez más durante los últimos 150 años, con solo dos excepciones causadas por la Primera Guerra Mundial y la Segunda Guerra Mundial. Los húngaros fueron mayoría hasta 1951 cuando los alemanes se registraron en primer lugar como grupo más numeroso. El número de húngaros alcanzó su pico en 1920 con 3138 personas (75% de la población total). En la segunda mitad del siglo XX, habían disminuido mucho en número y porcentaje, alcanzando el punto más bajo en 1971 con sólo 204 personas. La comunidad fue creciendo de nuevo en las últimas décadas del siglo. La pequeña minoría romaní desapareció con el gobierno nazi. El número de croatas solo empezó a crecer en las dos últimas décadas del siglo XX.